# Zethus iheringi
Zethus iheringi är en stekelart som beskrevs av Edoardo Zavattari 1912.
Zethus iheringi ingår i släktet Zethus och familjen Eumenidae. Inga underarter finns listade i Catalogue of Life.